# Толумния
Толу́мния (лат. Tolumnia) — род многолетних эпифитных и литофитных травянистых растений семейства Орхидные.
Аббревиатура родового названия — Tolu.
Большая часть видов распространены в Вест-Индии, один вид во Флориде. Обитают в равнинных и горных лесах.
Некоторые представители рода и гибриды с их участием популярны в комнатном и оранжерейном цветоводстве, а также широко представлены в ботанических садах.

## Этимологияи история описания
Название роду дал Константэн Рафинеск в 1837 году, но «прижилось» оно только в XX веке. 
 Род назван по имени Толумния, прорицателя, сражавшегося на стороне Турна против Энея.

## Морфологическое описание
Растения от мелких до средних размеров.
Псевдобульбы небольшие или почти отсутствуют.
Побег с симподиальным типом нарастания, представляет собой веерообразную розетку листьев, которая после цветения, через несколько лет отмирает.
Листья жесткие, суккулентные, заостренные на конце, часто с пильчатым краем.
Цветоносы жесткие, часто ветвящиеся. Соцветие многоцветковое.
Цветки 1-3 см в диаметре, в окраске сочетаются желтый, коричневый, красный и белый цвета.
Губа значительно крупнее остальных листочков околоцветника, часто имеет сложное строение.

## Виды
Список видов (включая устаревшие названия) — по данным Королевских ботанических садов в Кью:
- Tolumnia acunae (M.A.Díaz) Nir, 2000 = Tolumnia tuerckheimii
- Tolumnia adamsii Sauleda, 1990 = Tolumnia bahamensis
- Tolumnia apiculata (Moir) Braem, 1986 = Tolumnia guttata
- Tolumnia arizajuliana (Withner & J.Jiménez Alm.) Ackerman, 1997
- Tolumnia bahamensis (Nash) Braem, 1986
- Tolumnia berenyce (Rchb.f.) Braem, 1986 = Tolumnia guttata
- Tolumnia borinquinensis Sauleda & Ragan, 1996 = Tolumnia variegata
- Tolumnia calochila (Cogn.) Braem, 1986
- Tolumnia caribensis (Moir) Braem, 1986 = Tolumnia haitiensis
- Tolumnia caymanensis (Moir) Braem, 1986 = Tolumnia leiboldii
- Tolumnia compressicaulis (Withner) Braem, 1986
- Tolumnia concava (Moir) Braem, 1986 = Tolumnia pulchella
- Tolumnia cuneilabia (Moir) Braem, 1986 = Tolumnia guttata
- Tolumnia gauntlettii (Withner & H.P.Jesup) Nir, 1994
- Tolumnia guianensis (Aubl.) Braem, 1986
- Tolumnia guibertiana (A.Rich.) Braem, 1986
- Tolumnia gundlachii (C.Wright ex Griseb.) N.H.Williams & Ackerman, 2007
- Tolumnia guttata (L.) Nir, 1994
- Tolumnia haitiensis (Leonard & Ames) Braem, 1986
- Tolumnia hawkesiana (Moir) Braem, 1986 = Tolumnia sylvestris
- Tolumnia henekenii (M.R.Schomb. ex Lindl.) Nir, 1994 = Hispaniella henekenii
- Tolumnia intermedia (Bertero ex Spreng.) H.Dietr., 1988 = Tolumnia guianensis
- Tolumnia leiboldii (Rchb.f.) Braem, 1986
- Tolumnia lemoniana (Lindl.) Braem, 1986 = Tolumnia guianensis
- Tolumnia lucayana (Nash) Braem, 1986
- Tolumnia lyrata (Withner) Braem, 1986 = Tolumnia guibertiana
- Tolumnia moiriana (Osment) Braem, 1986 = Tolumnia guibertiana
- Tolumnia osmentii (Withner) Braem, 1986 = Tolumnia quadriloba
- Tolumnia prionochila (Kraenzl.) Braem, 1986
- Tolumnia pulchella (Hook.) Raf., 1837 typus
- Tolumnia pumilio (Rchb.f.) Hoehne, 1949 = Erycina pumilio
- Tolumnia pusilla (L.) Hoehne, 1949 = Erycina pusilla
- Tolumnia quadriloba (C.Schweinf.) Braem, 1986
- Tolumnia sasseri (Moir) Braem, 1986 = Tolumnia bahamensis
- Tolumnia scandens (Moir) Braem, 1986
- Tolumnia sylvestris (Lindl.) Braem, 1986
- Tolumnia tetrapetala (Jacq.) Braem, 1986 = Tolumnia guttata
- Tolumnia triquetra (Sw.) Nir, 1994
- Tolumnia tuerckheimii (Cogn.) Braem, 1986
- Tolumnia urophylla (Lodd. ex Lindl.) Braem, 1986
- Tolumnia usneoides (Lindl.) Braem, 1986
- Tolumnia variegata (Sw.) Braem, 1986
- Tolumnia velutina (Lindl. & Paxton) Braem, 1986

## Охрана исчезающих видов
Все виды рода Толумния входят в Приложение II Конвенции CITES. Цель Конвенции состоит в том, чтобы гарантировать, что международная торговля дикими животными и растениями не создаёт угрозы их выживанию.

## В культуре
Температурная группа от теплой до умеренной в зависимости от экологии вида.
Род широко распространен в культуре, особенно Tolumnia variegata (обычно под устаревшим названием Oncidium variegatum) .
Наиболее предпочтительна посадка на блок, возможна посадка в небольшую корзинку для эпифитов, пластиковый или керамический горшок. 
Субстрат — смесь сосновой коры средней фракции (кусочки от 0,5 до 1,0 см), перлита и древесного угля.
Не переносят застоя влаги в корнеобитаемой зоне. Между поливами, субстрат должен успеть полностью просохнуть. 
Плохо переносят засоление субстрата.
Относительная влажность воздуха от 40 % и выше, в зависимости от требований вида.
Наличие движения воздуха вокруг корневой системы способствует максимальному росту, а также уменьшает риск возникновения бактериальных и грибковых инфекций. Места содержания растений желательно оборудовать постоянно работающими вентиляторами.
Большинство видов в благоприятных условиях способны цвести дважды в год, многие гибриды могут цвести до трех раз в год.
Все виды рода Tolumnia легко скрещиваются между собой и с представителями рода Oncidium, что привело к созданию множества коммерческих гибридов.
Цветоносы не удаляют до их отмирания.

## Названия иаббревиатурыискусственные межродовыхгибридов(грексов) с участием представителей рода Tolumnia
По данным The International Orchid Register.
- Aspaleomnia [Alm.] = Aspasia x Leochilus x Tolumnia
- Bramiltumnia [Bmt.] = Brassia x Miltonia x Tolumnia
- Cochlumnia [Ccl.] = Cochlioda x Tolumnia
- Comparumnia [Cmr.] = Comparettia x Tolumnia
- Cuitlumnia [Ctn.] = Cuitlauzina x Tolumnia
- Golumnia [Glm.] = Gomesa x Tolumnia
- Ilonara [Ilo.] = Gomesa x Rodriguezia x Tolumnia
- Ionumnia [Inm.] = Ionopsis x Tolumnia
- Leochilumnia [Llm.] = Leochilus x Tolumnia
- Leocidumnia [Lod.] = Leochilus x Oncidium x Tolumnia
- Leogolumnia [Lgn.] = Gomesa x Leochilus x Tolumnia
- Mountfordara [Mtf.]= Leochilus x Oncidium x Rodriguezia x Tolumnia x Zelenkoa
- Oncidumnia [Ocd.] = Oncidium x Tolumnia
- Ontolezia [Otz.] = Oncidium x Rodriguezia x Tolumnia
- Ontolglossum [Ogs.] = Odontoglossum x Oncidium x Tolumnia
- Onzelumnia [Ozn.] = Oncidium x Tolumnia x Zelenkoa
- Posadaara [Pad.] = Leochilus x Oncidium x Rodriguezia x Tolumnia
- Rhynchumnia [Rcm.] = Rhynchostele x Tolumnia
- Rodrumnia [Rrm.] = Rodriguezia x Tolumnia
- Savageara [Svg.] = Oncidium x Rodriguezia x Tolumnia x Zelenkoa
- Scelcidumnia [Sld.] = Oncidium x Scelochilus x Tolumnia
- Scelonia [Sln.] = Scelochilus x Tolumnia
- Toladenia [Tld.] = Macradenia x Tolumnia
- Tolassia [Tos.] = Brassia x Tolumnia
- Tolguezettia [Tgz.] = Comparettia x Rodriguezia x Tolumnia
- Toloncettia [Tnc.] = Comparettia x Oncidium x Tolumnia
- Toluandra [Tln.] = Galeandra x Tolumnia
- Tolucentrum [Tun.] = Tolumnia x Trichocentrum
- Toluglossum [Tgl.] = Odontoglossum x Tolumnia
- Tolutonia [Tut.] = Miltonia x Tolumnia
- Zelemnia [Zlm.] = Tolumnia x Zelenkoa
- Zelumguezia [Zgz.] = Rodriguezia x Tolumnia x Zelenkoa